# 駒田徳広
駒田 徳広（こまだ のりひろ、1962年9月14日 - ）は、奈良県磯城郡三宅村（現：三宅町）出身の元プロ野球選手（内野手、外野手、左投左打）、野球指導者、野球解説者、タレント、俳優。
現役時代は読売ジャイアンツと横浜ベイスターズで通算20年間プレーした。NPB史上初の初打席満塁本塁打デビューを飾るなど満塁時の打席で無類の勝負強さを見せ、「満塁男」の異名を持った。また、一塁手としては史上最多となる10度のゴールデングラブ賞を受賞した。

## 経歴

### プロ入り前
小学生のころからテレビで見た高校野球に憧れ、奈良県の強豪・天理を目指していたという。当時から身体能力が高く運動神経も長けていたといい、野球以外では水泳などで県大会上位の成績を残していた。中学へ入り本格的に野球を始める。生来の左利きだが、1年生までは右打ちで、コーチの指示で2年生から左打ちに転向。中学生時代は長身ながらも非力で、2番打者などで三遊間を抜けるゴロヒットを量産したというが、奈良県立桜井商業高等学校時代は体格もよくなり、エースで4番打者として活躍。1978年夏の奈良大会では2年上の東利夫とバッテリーを組み準決勝に進むが、郡山に惜敗。1979年夏の奈良大会では2回戦で天理に敗れたが、同年の秋季大会奈良県予選では準々決勝で天理に勝った。しかし、準決勝で智弁学園に敗れ、敗者復活戦で広陵に勝ったが、2位決定戦で高田商に敗れ、近畿大会には進めなかった。
1980年の春季大会奈良県予選決勝で天理と対戦。川本和宏と投げ合い、無死満塁で敬遠されたという逸話を残すも、乱打戦の末敗退。イニングの先頭打者で敬遠されたこともあった。同年夏の奈良大会では3回戦で智弁学園に敗れ、甲子園出場は叶わなかったが、高校通算で43本塁打、打率.490を記録。高校では駒田の打撃練習の前に、打球の行方に注意を促す校内放送が流れるほど飛距離が凄かったという。地元のマスコミからは「奈良のマニエル」と呼ばれていた。担当スカウト伊藤菊雄。

### 巨人時代
1980年のドラフト会議で、読売ジャイアンツから投手として2位指名され入団。ドラフト同期には原辰徳らがいる。
入団後、新人合同自主トレ期間のみ投手の練習をこなした。駒田は自身の投手能力に限界を感じていたため、投手として育成するつもりだった藤田元司監督へ野手転向を直訴。訴えが認められ、1年目春季キャンプより選手登録は投手のまま、野手扱いとなった。
プロ入り1年目の1981年および、2年目の1982年は一軍昇格がなく、二軍出場のみにとどまった。
3年目の1983年4月10日、開幕2戦目の対横浜大洋ホエールズ戦（後楽園球場）にて、試合前の練習で怪我をした一塁のレギュラー・中畑清に代わり7番・一塁手で先発出場を果たす。初回、二軍で得意としていたプロ初先発の右田一彦から、日本プロ野球史上初となるプロ初打席での満塁本塁打を右翼席に放った。当初藤田はベテランの山本功児の起用も考えていたが、助監督だった王貞治の進言で駒田の先発が決まったと言われる。同年は、規定打席不足ながら12本塁打を放った背番号50の駒田、同じく規定打席不足ながら打率.326を記録した背番号55の吉村禎章、12勝を挙げる活躍で新人王を獲得した背番号54の槙原寛己の3名が巨人のセ・リーグ優勝の原動力となり、期待の若手として彼らの背番号にちなみ「50番トリオ」と呼ばれ注目された。当時駒田は、かつて巨人に在籍したゲーリー・トマソンをもじって「コマソン」ともあだ名されていた。同年の西武との日本シリーズに3試合出場し、6打数1安打の成績を残す。
1984年、巨人の監督に就任した王貞治から期待され、一本足打法の習得を勧められる。首都圏での試合日は毎回のように王の師匠である荒川博の自宅へ通った。王と同じく合気道を習い、真剣を振るなど夜中まで練習に励むが一本足打法の習得には至らなかった。当時打撃についてあまりにも苦悩する姿から、チームメイトは銅像の『考える人』に由来する「ロダン」というあだ名を付けたという。
1985年、開幕1週間で二軍降格となり「このままでは結果が出る気がしない」と自らの意思で一本足打法を封印する。後ろめたさを抱えながらも、いずれ王の耳に入ることを見越して一本足打法の断念を当初コーチにのみ報告していたが、実際には伝わっていなかったばかりか、新聞報道により王はそのニュースを知ることとなった。事情を聞かれるべく合宿所で王の到着を待つ駒田は、いたたまれなくなり合宿所4階からの飛び降りを考えたほどだったと言う。短い問答のみで王は一本足打法の断念を承認したというが、このことで王が荒川に謝罪したという罪悪感、なにより王が監督であったころに日本一をとれなかったこともあり、王に対する負い目は自身の大成後も拭えなかったという。
1986年後半、二軍打撃コーチの松原誠の指導により、バットを上から振り下ろす本塁打を狙いの打撃フォームをやめ、グリップを下げたレベルスイングを導入。これが奏功し打撃スタイルが確立した。外野と一塁を兼任しながらレギュラーメンバーの故障離脱の合間をぬうように出番を増やす。
1987年、開幕戦の中日ドラゴンズ戦で杉本正から本塁打を放ち、シーズン後半にはレギュラーの松本匡史から外野のポジションを奪取。
1988年、背番号を10に変更する。残り10試合を残して打率.287だったが、閉幕まで24打数14安打、打率.583と一気に数字を上げ、最終戦で初の規定打席に到達。打率三割超えも達成し、結果として生涯最高位となるセ・リーグ打率ランキングの4位に入った。同年は初の4番スタメンも経験。チーム事情から1987年後半から1988年前半にかけ1番打者としての起用が多かった。
1989年、再び藤田元司が監督に就任。シーズン序盤の三塁手・中畑清の故障に伴い、一塁手・岡崎郁が三塁コンバートされたことで、駒田は空いた一塁に定着。シーズン残り15試合で47打数21安打（.447）を記録し、打率.284から.303と後半で一気に追い上げたことで2年連続となる打率三割超えを達成し、打率ランキング8位に入った。初めて一塁手部門でゴールデングラブ賞を受賞。このころより「恐怖の7番バッター」と呼ばれるようになる。日本シリーズ第7戦（藤井寺球場）にて、近鉄バファローズ先発の加藤哲郎から先制本塁打を放ち、ダイヤモンドを一周中に三塁ベース付近で「バ〜カ!!!」と叫んだといわれている。さかのぼること巨人は第3戦（東京ドーム）で加藤、村田辰美、吉井理人の継投に完封されていた。勝利投手となった加藤が試合後「シーズン中の方が相手が強かったからしんどかった」という旨の発言をした経緯もあり、この「バ〜カ!!!」発言は「加藤の暴言に対する罵倒」であると一般的に認識されている。同シリーズでは2024年現在、7試合までの日本シリーズ史上最高となる打率.522、1本塁打、5打点という成績を残し、最優秀選手に選出された。
1990年、7番打者ながら22本塁打83打点と、チーム最多本塁打と打点を記録し、チームのセ・リーグ2連覇に貢献。ファン投票で選出され、オールスターゲームに初出場した。西武との日本シリーズでは14打数2安打に終わり、チームも4連敗で敗退した。
1991年は3番打者として多く出場し、チーム最高打率であり生涯自己最高でもある打率.314（打率ランキング6位）を残すなど、主軸としての地位を不動のものとした。1991年8月19日の対中日戦（東京ドーム）で、上原晃から生涯唯一のサヨナラ本塁打を放っている。
1992年、アキレス腱痛の原辰徳が一塁へコンバートされたことに伴い、右翼手に転向。守備範囲は狭かったが9補殺を記録するなど強肩で貢献した。同年に打撃コーチに就任した中西太の指導と相性が良く、前半戦は本塁打を量産。しかし打点数もほぼ同数を記録し続けるなど勝負弱さが目立ち、シーズンの得点圏打率も.231と低迷した。最終的にはセ・リーグ7位となる打率.307、本塁打は自己最多となる27本を記録する。前半戦は不調の原に代わり4番打者として29試合に出場。4月21日の対ヤクルトスワローズ戦（明治神宮野球場）で1試合3本塁打を記録している。8月17日のヤクルト戦（神宮球場）で高野光から本塁打を放ち、これが巨人軍通算6000本塁打となった。シーズンオフには原、斎藤雅樹と共に日本人としては巨人軍初の年俸1億円プレイヤーとなる。
1993年、長嶋茂雄が監督に就任。原が三塁へ再転向し、駒田は再び一塁手に戻るが、開幕から本人も「原因が分からない」と述べるひどい打撃不振に陥る。5月22日の対阪神タイガース戦（阪神甲子園球場）ではスタメン落ちし、1990年9月11日から続いた307試合連続フルイニング出場記録が途切れ、また同試合での途中出場もなく1989年5月27日から続いた450連続試合出場記録もストップした。打撃に対する意見の相違などによる、打撃コーチ・中畑清との確執もマスコミで度々報じられた。またシーズン中、自身の処遇について長嶋と直接話をすべく幾度かコンタクトを取ろうと試みるが、その機会は訪れなかったという。駒田は「長嶋茂雄さんというスーパースターが監督になったときは嬉しかったが、打撃論とか打撃について遠征の時に聞きたかったが、聞くことはできなかった」と回顧している。
同年シーズンオフ、同じ一塁手である中日・落合博満がFA権を行使し巨人に入団することが濃厚となる。首脳陣との意思疎通が図れなくなったことや、自身のトレードのうわさを耳にし出場機会の減少を危惧した駒田もFA宣言する。同じくFA権を行使した槙原寛己とは対照的に巨人からの慰留はなかった。関東球団を希望する駒田と、かつて巨人のヘッドコーチであった横浜ベイスターズ監督・近藤昭仁による、駒田獲得の希望がマッチし、横浜へ移籍。横浜球団は駒田移籍の直後、1980年代の看板選手であった6選手（高木豊、屋鋪要、大門和彦、山崎賢一、市川和正、松本豊）を突如解雇したが、解雇された選手の年俸が駒田の獲得資金に充てられたのでは、と一部マスコミから揶揄・批判の的となった。駒田は「僕はね、未だにOBとしても一歩引いているところがあるんです。それはあの時の生え抜き選手たちを大量解雇して、僕を獲ったっていう経緯がありましたからね」と述べている。2025年現在、巨人生え抜きで国内他球団へFA移籍した唯一の選手である。駒田は恩師である藤田前監督の勧めもあって結果的に横浜移籍を選んだが、阪神、ダイエー、ロッテ、西武からも獲得の打診が寄せられていたと後年明かしている。

### 横浜時代
1994年、ベテランの大量解雇によりチームが若返ったことで、32歳を迎えるシーズンながらチーム最年長選手となる。開幕当初は3番打者を任され、序盤こそ本塁打を連発し好調だったが、徐々に成績は低迷。中盤からは主に6番打者での出場となった。リーグ最多二塁打を記録した一方、併殺打もセ・リーグ記録となる29を数えた。
1995年、オールスターゲーム前までフル出場しながら、本塁打はわずかに2本。年間通じても6本にとどまった。このころよりパワー不足を補うため、大きく足を上げる打法を時おり試みている。打撃用ヘルメットを被って守備をし、コンタクトレンズが目にあわないため黄色のゴーグルをかけていた。
1996年、5・6月と好調で、移籍後初の3割達成を期待されたがその後失速。最終戦で3安打を放つも、あと1安打足りず打率.299に終わる。8月22日の対巨人戦（東京ドーム）で河野博文から満塁本塁打を放ち、セ・リーグ全球団から満塁本塁打の記録達成。8月末ごろよりバットを寝かせる打撃フォームに改造し、閉幕までの1か月少々で5本塁打を記録。前年の本塁打数がわずか6本と衰えもささやかれていたが2年ぶりに2桁本塁打を達成。
1997年、4番打者のグレン・ブラッグスの退団により打順が繰り上がり、主に5番打者として出場。前年からの打撃改造が奏功し5年ぶりに打率三割超え(打率ランキング7位)を達成。打点も86と35歳にして自己最多の成績を残した。
1998年、新しく選手会長に就任した石井琢朗が、外様である駒田が経験などをスムーズに発言できるようにと要請し、キャプテンに就任。マシンガン打線の5番打者としてチームの日本一に貢献した。前半戦では不振のロバート・ローズに代わり20試合で4番打者を務め、9月初旬まで打点数ランキング2位と打点王争いに絡むなど活躍をみせるが、終盤には応援団がボイコットするほど深刻な打撃不振に陥る。結局打率.281で本塁打9本に終わったが、前の打者の出塁率の高さと、2本の満塁本塁打を含む満塁における強さ（満塁時の打率5割、打点31）などから81打点を挙げ、生涯唯一のベストナインを獲得。西武ライオンズとの日本シリーズでは第4戦までわずか2安打とシーズン終盤の不調をひきずっていたが、第5戦（西武ドーム）の満塁での適時打を含む4安打5打点の大活躍で調子を取り戻す。日本一を決めた第6戦（横浜スタジアム）では、スコア0-0の8回裏、西口文也からライトフェンス直撃の決勝2点適時二塁打を放ちシリーズ優秀選手に選出された。シーズンオフの野球教室で正座をした際に半月板を損傷し、手術を受ける。
1999年、打率.291と好成績を残すが、ローズをはじめ打撃陣が絶好調だった横浜のチーム打率.294を下回っている。5月18日から6月17日まで25試合連続安打を記録。また、7月17日の対中日戦（ナゴヤドーム）にて、巨人時代の1993年10月21日からの連続試合出場記録が739試合で途切れた。12年連続100安打以上を達成。
2000年、リーグ最年長野手となる。2000安打まで残り73本で迎えたシーズンだったが、プレッシャーのためか開幕から精彩を欠く。打率.234と不調にあえぐ中、家族が球場観戦していた6月18日（父の日）の対広島東洋カープ戦で6回に代打を送られた際に憤激し、バットとヘルメットを投げつけベンチ裏に下がり、山下大輔ヘッドコーチの許可を得て試合中に帰宅した。球場を去る際の取材陣への「（監督の権藤博と）野球観が違う」というコメントが首脳陣批判と受け取られ、球団からペナルティとして罰金30万円と二軍降格を命じられた。7月18日に一軍に復帰するも不調は続き、8月12日に再び二軍に降格。10日後の8月22日に再登録されると調子を取り戻し、9月6日の中日戦で野口茂樹から2000本目の安打をレフト前に放って、名球会入りを達成した。権藤は「引退してから駒田は分かってくれたんです。権藤さんが監督でなかったら2000安打は達成できなかったって。あのときは二軍に落とすしかなかったんですよ。上においても暴れるから。その代わり、10日間、二軍で何やってもいい。試合に出てもいいし、休んでもいい。その代わり、10日後、一軍に戻ってきたら5番を打たせる。と言ってそのとおりにしました。今では駒田と会うと、笑って話をしますよ」と述べている。達成直後に球団から引退勧告を受けたが「2000本を打つためにやっていたと思われるのは嫌だった」という気持ちから断りを入れ、9月22日に戦力外通告を受ける。結果として現役最終試合となった10月10日の対ヤクルト戦（横浜スタジアム）は4番打者として出場し、第1打席で前田浩継から適時打を放って交代。現役続行を希望したため退団セレモニーなどは行われなかった。
その後は移籍先を模索したが、他球団からの勧誘はなく、翌2001年1月18日に現役引退を表明。現役通算安打2006本は2025年現在、現役引退した名球会会員では福浦和也（通算2000本）に次ぐ少ない記録である。

### 引退後
2001年からニッポン放送の野球解説者を務める。同年秋から始まったプロ野球マスターズリーグ・東京ドリームスの4番打者として活躍。
2002年からテレビ東京の解説も兼任。
2005年、同年に誕生した新球団・東北楽天ゴールデンイーグルスの新監督に就任した田尾安志の要請で楽天一軍打撃コーチに就任。しかし、成績不振のため4月30日に二軍打撃コーチへ降格となり、シーズン終了後に解任された。
2006年からは再び野球評論家としてテレビ東京を中心に、tvk、東北放送、テレビ北海道、STVラジオにも出演。
2006年の読売ジャイアンツ春季キャンプにて、李承燁の臨時一塁守備コーチを務める。
2009年、当時スタメンで極端に少なかった左打者の育成を託され、横浜の一軍打撃コーチに就任。リーグ最下位となるチーム打率.239という打撃成績の責任を取り、シーズン終了後に退団した。
2010年からtvk、文化放送、スカイ・A sports+（主に楽天戦。2012年からJ SPORTSに移行）の野球解説者を務める。また、2010年に社団法人化した日本プロ野球名球会における監事を務めた。同年の第17回IBAFインターコンチネンタルカップでは監督の岡崎郁からの指名で、日本代表の打撃コーチを務める。
2011年からTBSニュースバードの野球解説者も兼任。
2012年の千葉ロッテマリーンズ春季キャンプにて、大松尚逸の臨時一塁守備コーチを務める。また、2012年9月1日から常磐大学硬式野球部の臨時コーチを務め、同年10月22日にチームは3季ぶりに関甲新学生野球連盟一部リーグへの昇格を決めた。同年11月に行われたマスターズ甲子園2012に奈良情報商業高校・桜井商業高校OBの一員として出場、選手宣誓も行った。
2016年、総監督の江本孟紀からの要請で、独立リーグ・四国アイランドリーグplusの高知ファイティングドッグス監督に就任。前期は最下位だったが、後期は13期ぶりに勝率5割を越え、3位（2位の香川オリーブガイナーズと同勝率、直接対決の成績により順位決定）に浮上し、4期ぶりに最下位を脱した。初年度終了後、チームを率いた感想を「選手を指導してみて歯がゆい部分もあり、正直『このまま指導しても無理かな』という気持ちもあった。でも、後期は一歩引いて見ていると、楽しくなった」と述べている。2017年、前期は超大物の元メジャー・リーガー、マニー・ラミレスの加入などもあり、序盤から首位を快走するも後半に失速し、2位に終わる。後期早々にラミレスは帰国。チームは3位に終わるも、年間を通じた勝率は2位となり、7年ぶりに通年勝率が5割を超えた。翌2018年前期は2位、後期は3位。2019年前期は最終日まで徳島インディゴソックスと優勝を争うも、2位に終わる。2019年7月12日、同シーズン限りでの高知監督退任を発表した。優勝できなかったこと、NPBへ選手を送り込めなかったことをその理由として挙げ、後任監督の選任を考慮してシーズン途中で発表したと述べている。後期は就任直後以来の4位（最下位）だった。9月10日のホーム最終戦後にはグラウンドでファンや選手と記念撮影をした。
高知の監督時代には、高知市帯屋町にて「KOMA'S HOUSE」というバーを開店させ、自身もカウンターに立ち接客等に従事した。同店舗は、駒田の監督退任に伴い、2019年10月25日で閉店している。
2020年からは再びテレビ東京（BSテレ東）・tvk・TBSチャンネルの野球解説者、タレントとして復帰した。
2022年、巨人の三軍監督に就任。FA権を行使して退団した1993年以来29年ぶりの巨人復帰となった。7月26日および27日に行なわれたマイナビオールスターゲーム2022にて、セ・リーグのコーチとして出場予定だった原辰徳監督が新型コロナウイルス感染のため出場辞退したことから、駒田が代理として出場した。
2023年シーズンオフの11月から12月にかけて台湾で開催されたアジア・ウィンター・リーグの、DeNA、中日、楽天、西武の若手選手で構成されたチーム「NPB WHITE」の監督として派遣された。

## 選手としての特徴

### 打撃面
満塁時の打席で無類の勝負強さを見せ、「満塁男」の異名を誇った。1シーズンでの本塁打数は最高で27本、通算195本塁打ながら満塁本塁打数は歴代5位の13本を記録、満塁本塁打を打った試合はすべて勝利している。満塁本塁打の率は、本塁打およそ15本に対して満塁本塁打1本という群を抜く成績である。13本中、横浜在籍時に8本を記録し、横浜時代（横浜時代の通算本塁打は63本）に限れば本塁打およそ8本に1本が満塁弾であった。また1994年から1999年まで6年連続で満塁本塁打を放っており、これはイチロー（NPB通算118本）と並ぶ日本記録である。満塁時の通算打率.332（220打数73安打）、打点200。
読売ジャイアンツ第52代4番打者である。1988年 - 1992年にかけて通算34試合ではあるが、133打数50安打14打点、7本塁打で打率.376の成績を残した。横浜ベイスターズでも、1998年 - 2000年にかけて22試合に4番で出場し、85打数29安打19打点、3本塁打で打率.341を記録している。
一軍デビュー当時は首脳陣から長距離砲として期待されたが、極度の打撃不振に陥った。フォームの改善を重ねた結果、長打力を犠牲にして、ミート力に重きを置く打撃スタイルを確立し成績が安定、レギュラー獲得を果たす。基本的に単打で良いという信念のもと、とにかくヒットを打って次の打者に繋げるスタイルは、横浜移籍後に顕著となる。そのためか横浜移籍の1994年以後7年間で、本塁打数は13本が最多であり、2桁記録は3回である。巨人時代より、背筋力など筋力全般が打者の中で特に優れていたとされる。長距離砲が少なかった第2次藤田元司政権時代、試合前の練習時に長距離砲顔負けなライトスタンドへの柵越えを放つ駒田を見た藤田は、「なぜ試合になると本塁打が少ないのだろう」と、記者らと共に訝しがったという。引退から9年経過した横浜のコーチ時代であっても長打力は衰えをみせず、試合前のフリーバッティングで柵越えを連発し、若手選手を唖然とさせたという。
また、左打者としては日本プロ野球歴代1位の通算229併殺打（右打者を含めた総合では11位タイ）とシーズン29併殺打（1994年）を記録した。駒田は走者が一塁で打席に入った際、広く開いた一・二塁間をゴロで抜ける安打を打って、走者を一・三塁にすることをひとつの理想としており、そのためか打ち損じのセカンドゴロが非常に多かった。また横浜移籍後は確実性を求め、バットを振り切らず当てるのみの打撃が目立ち、結果として打ち損じの内野ゴロを量産した。駒田自身は、体の大きな選手が年齢を重ね下半身の力が衰えると上半身をかぶせて打つようになるため、内野ゴロが増えると分析している。
駒田自身は「単純な投打の力量が勝負を分けるわけではない」と考え、「状況や敵バッテリーの性格から配球を読み取り、相手を上回るような自由な発想も必要」と語る。

### 守備面
手首が柔らかくグラブ捌きが巧みで、一塁手として内野手からのショートおよびハーフバウンド送球の捕球処理が非常に上手かった。浮足立つことなく、体をほぼ動かさず手首のハンドリングのみでこともなげにショートバウンド送球を捕球する姿が特徴的。また高身長であることから、内野手は思い切った送球ができ、巨人・横浜の内野守備力向上に貢献した。バント処理にも定評があり、果敢なダッシュで相手打者にプレッシャーをかけ、下手投げの鋭い送球により二塁で走者を刺すこともしばしばあった。

## 人物
現役時代は周囲の助言が自分に合わなかったことから衝突や食い違いが多く、世間からは唯我独尊のイメージを持たれることも多かった。
引退後はテレビ・ラジオでの野球解説のほか俳優業をこなしたり、多くのバラエティ番組や旅番組に出演している。夫人とのテレビ出演も多い。長女は日本プロ麻雀連盟所属のプロ雀士、駒田真子。
旧車および1970 - 1980年代におけるアイドル歌謡のファン（特にお気に入りは沢田聖子の「今日に乾杯!」）。それらをテーマとしたメディアにしばしば登場している。『'84ヤング・ジャイアンツ―歌の球宴』では「冬のリヴィエラ」のカヴァー・ソングを披露した。引退後には、横浜・関内のベイスターズ通りに歌謡喫茶を出店していた。2015年6月10日放送の『村上信五とスポーツの神様たち』（フジテレビ系列）へ満塁の神様として出演時、お気に入り楽曲として伊藤美奈子の『誘魚灯』を紹介、同曲をBGMに駒田の生涯満塁本塁打全13本の映像が流された。前記のとおり、高知監督時代の2018年3月からバー「KOMA’S HOUSE」を開店。売り上げはチームの運営資金に充てていた。
石井琢朗との対談にて、「俺は大雑把（中略）俺は気が小さいから大雑把にしなきゃいけなかった」と自身の性格について語っている。
「『自分で辞めようと思わない限り、引退は来ない』と思っていた。だから特に引退とか引き際なんてことは考えたこともなかった。だって野球はレジャーだから。投手はスポーツだけど、打者はレジャー。スポーツだったら、週に6試合なんてできない。ボーリング、ゴルフ、そして野球なら週に何回でも試合ができる。そんなものに引退があるなんて、考えてもみなかった」「成績が落ちてきた時は、『工夫が足りないんだ』と思っていた。ゴルフで言えば、『なんでこのショートホールでOBを打っちゃったんだろう』みたいな感覚」と述べている。

## 詳細情報

### 年度別打撃成績
| 年 度      | 球 団      | 試 合 | 打 席 | 打 数 | 得 点 | 安 打 | 二 塁 打 | 三 塁 打 | 本 塁 打 | 塁 打 | 打 点 | 盗 塁 | 盗 塁 死 | 犠 打 | 犠 飛 | 四 球 | 敬 遠 | 死 球 | 三 振 | 併 殺 打 | 打 率 | 出 塁 率 | 長 打 率 | O P S |
| ---------- | ---------- | ----- | ----- | ----- | ----- | ----- | -------- | -------- | -------- | ----- | ----- | ----- | -------- | ----- | ----- | ----- | ----- | ----- | ----- | -------- | ----- | -------- | -------- | ----- |
| 1983       | 巨人       | 86    | 199   | 182   | 27    | 52    | 5        | 2        | 12       | 97    | 47    | 2     | 1        | 3     | 0     | 13    | 0     | 1     | 31    | 5        | .286  | .337     | .533     | .870  |
| 1984       | 巨人       | 79    | 91    | 84    | 11    | 20    | 3        | 1        | 2        | 31    | 11    | 1     | 0        | 0     | 0     | 7     | 0     | 0     | 21    | 3        | .238  | .297     | .369     | .666  |
| 1985       | 巨人       | 92    | 172   | 151   | 13    | 38    | 7        | 1        | 3        | 56    | 20    | 1     | 1        | 2     | 2     | 15    | 3     | 2     | 24    | 4        | .252  | .324     | .371     | .694  |
| 1986       | 巨人       | 64    | 120   | 101   | 13    | 26    | 6        | 0        | 3        | 41    | 18    | 1     | 0        | 3     | 1     | 15    | 1     | 0     | 21    | 2        | .257  | .350     | .406     | .756  |
| 1987       | 巨人       | 113   | 371   | 331   | 50    | 95    | 7        | 1        | 15       | 149   | 40    | 1     | 1        | 8     | 2     | 29    | 3     | 1     | 55    | 6        | .287  | .344     | .450     | .795  |
| 1988       | 巨人       | 116   | 404   | 365   | 45    | 112   | 22       | 2        | 11       | 171   | 40    | 0     | 4        | 6     | 1     | 32    | 4     | 0     | 43    | 11       | .307  | .362     | .468     | .830  |
| 1989       | 巨人       | 126   | 458   | 413   | 47    | 125   | 31       | 3        | 11       | 195   | 56    | 10    | 6        | 3     | 0     | 40    | 10    | 2     | 60    | 10       | .303  | .367     | .472     | .839  |
| 1990       | 巨人       | 130   | 528   | 470   | 70    | 135   | 27       | 3        | 22       | 234   | 83    | 7     | 3        | 0     | 5     | 51    | 6     | 2     | 70    | 11       | .287  | .356     | .498     | .854  |
| 1991       | 巨人       | 130   | 558   | 510   | 66    | 160   | 23       | 2        | 19       | 244   | 66    | 5     | 2        | 0     | 2     | 44    | 7     | 2     | 78    | 16       | .314  | .369     | .478     | .848  |
| 1992       | 巨人       | 130   | 556   | 505   | 73    | 155   | 25       | 1        | 27       | 263   | 64    | 1     | 4        | 0     | 2     | 47    | 7     | 2     | 70    | 10       | .307  | .367     | .521     | .888  |
| 1993       | 巨人       | 122   | 482   | 437   | 35    | 109   | 18       | 0        | 7        | 148   | 39    | 1     | 2        | 2     | 4     | 39    | 1     | 0     | 89    | 18       | .249  | .308     | .339     | .647  |
| 1994       | 横浜       | 130   | 558   | 525   | 60    | 149   | 33       | 2        | 13       | 225   | 68    | 0     | 1        | 0     | 3     | 28    | 3     | 2     | 95    | 29       | .284  | .321     | .429     | .749  |
| 1995       | 横浜       | 130   | 539   | 499   | 45    | 144   | 29       | 4        | 6        | 199   | 66    | 0     | 1        | 0     | 2     | 37    | 1     | 1     | 78    | 20       | .289  | .338     | .399     | .736  |
| 1996       | 横浜       | 130   | 534   | 485   | 57    | 145   | 22       | 1        | 10       | 199   | 63    | 1     | 3        | 1     | 2     | 45    | 6     | 1     | 78    | 18       | .299  | .358     | .410     | .769  |
| 1997       | 横浜       | 135   | 558   | 507   | 57    | 156   | 31       | 2        | 12       | 227   | 86    | 2     | 3        | 0     | 6     | 45    | 4     | 0     | 73    | 20       | .308  | .360     | .448     | .808  |
| 1998       | 横浜       | 136   | 586   | 551   | 63    | 155   | 25       | 1        | 9        | 209   | 81    | 0     | 2        | 0     | 8     | 27    | 1     | 0     | 86    | 21       | .281  | .311     | .379     | .690  |
| 1999       | 横浜       | 129   | 558   | 519   | 53    | 151   | 29       | 1        | 9        | 209   | 71    | 0     | 1        | 0     | 6     | 31    | 0     | 2     | 84    | 14       | .291  | .330     | .403     | .732  |
| 2000       | 横浜       | 85    | 326   | 306   | 25    | 79    | 14       | 0        | 4        | 105   | 34    | 2     | 0        | 0     | 1     | 18    | 2     | 1     | 57    | 11       | .258  | .301     | .343     | .644  |
| 通算：18年 | 通算：18年 | 2063  | 7598  | 6941  | 810   | 2006  | 357      | 27       | 195      | 3002  | 953   | 35    | 35       | 28    | 47    | 563   | 59    | 19    | 1113  | 229      | .289  | .342     | .433     | .774  |

- 各年度の太字はリーグ最高

### 年度別守備成績
| 年 度 | 球 団 | 一塁  | 一塁  | 一塁  | 一塁  | 一塁  | 一塁     | 外野  | 外野  | 外野  | 外野  | 外野  | 外野     |
| 年 度 | 球 団 | 試 合 | 刺 殺 | 補 殺 | 失 策 | 併 殺 | 守 備 率 | 試 合 | 刺 殺 | 補 殺 | 失 策 | 併 殺 | 守 備 率 |
| ----- | ----- | ----- | ----- | ----- | ----- | ----- | -------- | ----- | ----- | ----- | ----- | ----- | -------- |
| 1983  | 巨人  | 24    | 189   | 12    | 2     | 16    | .990     | 39    | 52    | 1     | 1     | 0     | .981     |
| 1984  | 巨人  | 12    | 31    | 3     | 0     | 3     | 1.000    | 26    | 18    | 0     | 1     | 0     | .947     |
| 1985  | 巨人  | 36    | 190   | 13    | 1     | 21    | .995     | 26    | 24    | 1     | 0     | 0     | 1.000    |
| 1986  | 巨人  | 25    | 124   | 9     | 0     | 10    | 1.000    | 18    | 17    | 2     | 0     | 2     | 1.000    |
| 1987  | 巨人  | 53    | 411   | 21    | 5     | 30    | .989     | 65    | 98    | 2     | 2     | 0     | 980      |
| 1988  | 巨人  | 26    | 133   | 3     | 0     | 10    | 1.000    | 100   | 147   | 5     | 4     | 1     | .974     |
| 1989  | 巨人  | 113   | 953   | 53    | 5     | 75    | .995     | 22    | 38    | 1     | 0     | 0     | 1.000    |
| 1990  | 巨人  | 130   | 1187  | 104   | 7     | 101   | .995     | ─     | ─     | ─     | ─     | ─     | ─        |
| 1991  | 巨人  | 130   | 1220  | 99    | 8     | 84    | .994     | ─     | ─     | ─     | ─     | ─     | ─        |
| 1992  | 巨人  | 19    | 94    | 14    | 1     | 7     | .991     | 119   | 179   | 9     | 2     | 3     | .989     |
| 1993  | 巨人  | 115   | 921   | 47    | 8     | 80    | .992     | 11    | 12    | 0     | 0     | 0     | 1.000    |
| 1994  | 横浜  | 130   | 1059  | 75    | 8     | 112   | .993     | ─     | ─     | ─     | ─     | ─     | ─        |
| 1995  | 横浜  | 130   | 1132  | 71    | 11    | 111   | .991     | ─     | ─     | ─     | ─     | ─     | ─        |
| 1996  | 横浜  | 128   | 1002  | 71    | 7     | 104   | .994     | ─     | ─     | ─     | ─     | ─     | ─        |
| 1997  | 横浜  | 131   | 1018  | 64    | 7     | 99    | .994     | ─     | ─     | ─     | ─     | ─     | ─        |
| 1998  | 横浜  | 136   | 1163  | 68    | 12    | 104   | .990     | ─     | ─     | ─     | ─     | ─     | ─        |
| 1999  | 横浜  | 129   | 1113  | 69    | 12    | 94    | .990     | ─     | ─     | ─     | ─     | ─     | ─        |
| 2000  | 横浜  | 81    | 702   | 41    | 3     | 61    | .996     | ─     | ─     | ─     | ─     | ─     | ─        |
| 通算  | 通算  | 1548  | 12642 | 837   | 97    | 1122  | .993     | 426   | 585   | 21    | 10    | 6     | .984     |

- 太字年はゴールデングラブ賞受賞年

### 表彰
- ベストナイン：1回（一塁手部門：1998年）
- ゴールデングラブ賞：10回（一塁手部門：1989年 - 1991年、1993年 - 1999年）※受賞回数歴代4位タイ・一塁手部門歴代最多、一塁手部門を7年連続は王貞治に次ぐ歴代2位タイ（他に中畑清）
- 日本シリーズMVP：1回（1989年）
- 日本シリーズ優秀選手賞：1回（1998年）
- オールスターゲームMVP：1回（1992年・第3戦）
- 月間MVP：1回（打者部門：1990年4月）
- 最優秀JCB・MEP賞：1回（1992年）
- 優秀JCB・MEP賞：2回（1995年、1997年）
- JA全農Go・Go賞：1回（最多二・三塁打賞、1994年8月）
- ヤナセ・ジャイアンツMVP賞：1回（1992年）

### 記録
初記録
- 初出場・初先発出場：1983年4月10日、対横浜大洋ホエールズ2回戦（後楽園球場）、「7番・一塁手」で先発出場
- 初打席・初安打・初本塁打・初打点：同上、1回裏に右田一彦から右越満塁本塁打 ※初打席初本塁打は史上16人目、満塁本塁打は史上初、プロ初安打が満塁本塁打は史上3人目

節目の記録
- 100本塁打：1992年4月14日、対広島東洋カープ2回戦（東京ドーム）、7回裏に秋村謙宏から右中間へソロ ※史上168人目
- 1000試合出場：1992年7月1日、対阪神タイガース17回戦（東京ドーム）、「5番・右翼手」で先発出場 ※史上303人目（佐藤兼伊知と同日達成）
- 1000安打：1993年8月29日、対広島東洋カープ18回戦（東京ドーム）、12回裏に望月秀通から左前安打 ※史上170人目
- 150本塁打：1995年9月7日、対読売ジャイアンツ24回戦（横浜スタジアム）、4回裏に木田優夫から2点本塁打 ※史上102人目
- 1500試合出場：1996年6月8日、対阪神タイガース10回戦（札幌市円山球場）、「6番・一塁手」で先発出場 ※史上116人目
- 1500安打：1997年5月6日、対広島東洋カープ4回戦（広島市民球場）、2回表に加藤伸一から中前安打 ※史上71人目
- 300二塁打：1998年7月5日、対ヤクルトスワローズ11回戦（藤崎台県営野球場）、6回表に石井一久から右翼へ2点適時二塁打 ※史上20人目
- 1000三振：1999年5月27日、対ヤクルトスワローズ9回戦（明治神宮野球場）、2回表に石井一久から ※史上24人目
- 2000試合出場：2000年4月30日、対広島東洋カープ6回戦（横浜スタジアム）、「5番・一塁手」で先発出場 ※史上31人目
- 350二塁打：2000年6月15日、対読売ジャイアンツ12回戦（東京ドーム）、2回表に桑田真澄から左翼線二塁打 ※史上20人目
- 2000安打：2000年9月6日、対中日ドラゴンズ22回戦（ナゴヤドーム）、3回表に野口茂樹から左翼線二塁打 ※史上29人目[61]
- 3000塁打：2000年9月17日、対読売ジャイアンツ27回戦（東京ドーム）、4回表に上原浩治から中前安打 ※史上35人目

その他の記録
- 25試合連続安打（1999年5月18日 - 6月17日）
- シーズン29併殺打（1994年）※セ・リーグ記録、NPB左打者記録
- 通算229併殺打：NPB左打者記録
- プロ野球通算55000号本塁打：1987年9月7日、対横浜大洋ホエールズ24回戦（横浜スタジアム）、5回表に欠端光則から2点本塁打
- プロ野球通算70000号本塁打：1997年9月9日、対読売ジャイアンツ23回戦（東京ドーム）、4回表にバルビーノ・ガルベスから右中間へソロ
- 代打の代打で満塁本塁打：1989年4月16日、対広島東洋カープ戦 ※NPB史上4人目
- オールスターゲーム出場：6回（1990年、1991年、1992年、1995年、1997年、1998年）

### 背番号
- 50（1981年 - 1987年、2016年 - 2019年）
- 10（1988年 - 2000年）
- 75（2005年）
- 73（2009年）
- 70（2022年 - ）

## 出演

### 野球解説
- tvkプロ野球中継 横浜DeNAベイスターズ熱烈LIVE（tvkのプロ野球中継）
- 文化放送ホームランナイター
- 文化放送ライオンズナイター
- スカイ・Aスタジアム LIVE RAKUTEN わしづかみ
- 断然 パ・リーグ主義!!
- TwellV プロ野球中継
- 「がんばろう東北」東北楽天ゴールデンイーグルス野球中継
- 侍プロ野球（TBSニュースバード制作の横浜DeNA主催試合、2011年 - ）
- STVアタックナイター（STVラジオ）（2006年 - 2008年、2011年 - ）
- ニッポン放送ショウアップナイター（ニッポン放送）（2001年 - 2004年）
- 全力闘球（テレビ東京系列のプロ野球中継）（2002年 - 2004年、2006年 - 2008年）
- 激生!スポーツTODAY（テレビ東京）
- スポーツ魂（テレビ東京）
- メガスポ!（テレビ東京）
- サンデーモーニング（TBS）
- TBC Exciting Ballpark 〜がんばれ! EAGLES〜（TBCテレビのプロ野球中継）（2008年）
- TBCイーグルスナイター（TBCラジオのプロ野球中継）
- TVhファイターズ中継

### バラエティ
- これからはパ・リーグだ!（2011年、TOKYO MX） 解説担当

### ドキュメンタリー
- FNSドキュメンタリー大賞　吠えろ闘犬球団 満塁男と最後に挑む（2016年11月8日、高知さんさんテレビ制作、フジテレビ）

### 映画
- ミスター・ルーキー（2002年、東宝） 武藤秀吾 役[注 23]
- エクレール・お菓子放浪記（2011年5月21日公開） 重田 役

### テレビドラマ
- NHKドラマ8 「バッテリー」（2008年、NHK） - 稲村満男 役
- Lドラ・サギ師リリ子（2009年、テレビ東京） - 近藤部長 役
- 警視庁捜査一課9係 season8 第6話（2013年、テレビ朝日） - 焼鳥屋「駒どり」店主 役
- 激辛ドM男子（2015年、テレビ東京） - 中学生アイドルのマネージャー　役

### テレビCM
- 富士フイルム
- オロナミンCドリンク

### ラジオ
- 駒田徳広のミュージックブルペン（2012年 - ）
- オヤジ歌謡ショーひょうたんから駒田!（2012年 - ）
- 熱血コマスポ（2015年 - ）
- 駒田徳広 満塁ナイト（2013年 - 、文化放送発NRNネット）※プロ野球ナイター中継の無い土曜日に「SET UP!!スペシャル」第1部として不定期放送

### DVD
- 『プロ野球の練習法から―新しい「理論」と「実践」を指導―』打撃編 （2003年） ティアンドエイチ株式会社[62]

## 著書
- 『プロ野球場外乱闘!』（角川oneテーマ21：2001年7月） ISBN 978-4047040434
- 『問いただす“間違いだらけ”の打撃指導』（ベースボール・マガジン社：2011年6月） ISBN 978-4583103686
- 『DVDで“勝つ!野球”バッティング最強のコツ60 (コツがわかる本!)』（メイツ出版:2013年11月） ISBN 978-4780413106